# زن گربه‌ای (فیلم)
زن گربه‌ای (انگلیسی: Catwoman) فیلمی در ژانر اکشن است که در سال ۲۰۰۴ منتشر شد.
این فیلم داستان زنی را روایت می‌کند که به علت پی بردن به راز محصول شرکتی که در آنجا کار می‌کند به دستور همسر رئیس شرکت کشته می‌شود اما گربه‌ای او را نجات می‌دهد و به او زندگی می‌بخشد و پس از آن او متوجه ویژگی‌هایی جدید مانند راه رفتن مانند گربه‌ها و فرار از باران و غیره می‌شود و تصمیم می‌گیرد انتقام خود را از قاتل خود بگیرد که در این بین درگیر رابطه‌ای با پلیسی جوان می‌شود.

## بازیگران
- هلی بری
- بنجامین برت
- شارون استون
- لمبرت ویلسون
- فرانسیس کونروی
- الکس بورستین
- لری سالیوان
- جان کاسینی